# Aubigny-en-Laonnois

Aubigny-en-Laonnois este o comună în departamentul Aisne din nordul Franței. În 1 ianuarie 2022 avea o populație de 101 de locuitori.